# 大歯裕子
松窪 裕子（まつくぼ　ゆうこ）、1982年2月22日 - ）は、福岡県出身の元女子サッカー選手。ポジションはフォワード。

## 経歴
福岡県立粕屋高等学校出身。在学中、クラブチーム、福岡女学院フットボールクラブ (現福岡J・アンクラス)に入団した。2000年、日本代表チームに招集されたが、この時は出場の機会には恵まれなかった。
福岡女学院大学進学後も引き続き同クラブでサッカーを続け、2001年8月にはユニバーシアード北京大会に出場する日本代表に選出された。
2年次在籍中、福岡女学院大学を中退。翌2002年、日本体育大学に入学した。同大サッカー部に入部し、全日本大学女子サッカー選手権大会に出場した。
卒業後、2006年シーズンの途中で福岡J･アンクラスに入団。柏原慶子がジェフユナイテッド市原・千葉レディースに移籍して空席となっていた背番号11をつけ、同年8月20日、ASエルフェン狭山FC戦にてLリーガーとしてのデビューを飾った。
翌2007年、伊賀フットボールクラブくノ一に移籍し、2010年まで所属。

## 成績
| 国内大会個人成績 | 国内大会個人成績  | 国内大会個人成績 | 国内大会個人成績 | 国内大会個人成績             | 国内大会個人成績 | 国内大会個人成績 | 国内大会個人成績 | 国内大会個人成績 | 国内大会個人成績 | 国内大会個人成績 | 国内大会個人成績 |
| 年度             | クラブ            | 背番号           | リーグ           | リーグ戦                     | リーグ戦         | リーグ杯         | リーグ杯         | オープン杯       | オープン杯       | 期間通算         | 期間通算         |
| 年度             | クラブ            | 背番号           | リーグ           | 出場                         | 得点             | 出場             | 得点             | 出場             | 得点             | 出場             | 得点             |
| 日本             | 日本              | 日本             | 日本             | リーグ戦                     | リーグ戦         | リーグ杯         | リーグ杯         | 皇后杯           | 皇后杯           | 期間通算         | 期間通算         |
| ---------------- | ----------------- | ---------------- | ---------------- | ---------------------------- | ---------------- | ---------------- | ---------------- | ---------------- | ---------------- | ---------------- | ---------------- |
| 2006             | 福岡J・アンクラス | 11               | L･リーグ2部 (L2) | 11                           | 2                |                  |                  |                  |                  |                  |                  |
| 2007             | 伊賀FCくノ一      | 19               | L･リーグ1部 (L1) | 221                          | 3                |                  |                  |                  |                  |                  |                  |
| 2008             | 伊賀FCくノ一      | 19               | L･リーグ1部 (L1) | 221                          | 6                |                  |                  |                  |                  |                  |                  |
| 2009             | 伊賀FCくノ一      | 11               | L･リーグ2部 (L2) |                              |                  |                  |                  |                  |                  |                  |                  |
| 2010             | 伊賀FCくノ一      | 11               | なでしこリーグ   |                              |                  |                  |                  |                  |                  |                  |                  |
| 通算             | 日本              | 日本             | 1部              | \|\|\|\|\|\|\|\|\|\|\|\|\|\| |                  |                  |                  |                  |                  |                  |                  |
| 通算             | 日本              | 日本             | 2部              | \|\|\|\|\|\|\|\|\|\|\|\|\|\| |                  |                  |                  |                  |                  |                  |                  |
| 総通算           | 総通算            | 総通算           | 総通算           | \|\|\|\|\|\|\|\|\|\|\|\|\|\| |                  |                  |                  |                  |                  |                  |                  |

11部2部入替戦を含む

## 代表歴等
- 日本女子代表 (2000年)
- JUWFA西日本学生選抜
- ユニバーシアード日本女子代表 (2001年)
- 国民体育大会 三重県選抜 (2007年 - )